# 邹文波
邹文波，男，1958年9月出生，福建省莆田市人，毕业于上海大学文学院，福建省莆田市涵江区六届、七届、八届人大常委会副主任。1976年参加中国人民解放军海军，历任海军雷达技师，舰船政治指导员，见习教导员。转业地方后先后任市（区）党委办公室秘书、组织部科长、副部长、街道党委书记、人大常委会副主任等职，并兼任外商投资企业协会、消费者协会、枇杷协会名誉会长顾问，所撰写的论文被收录国家出版的改革开放二十年大型文献出版。